# Stam1na

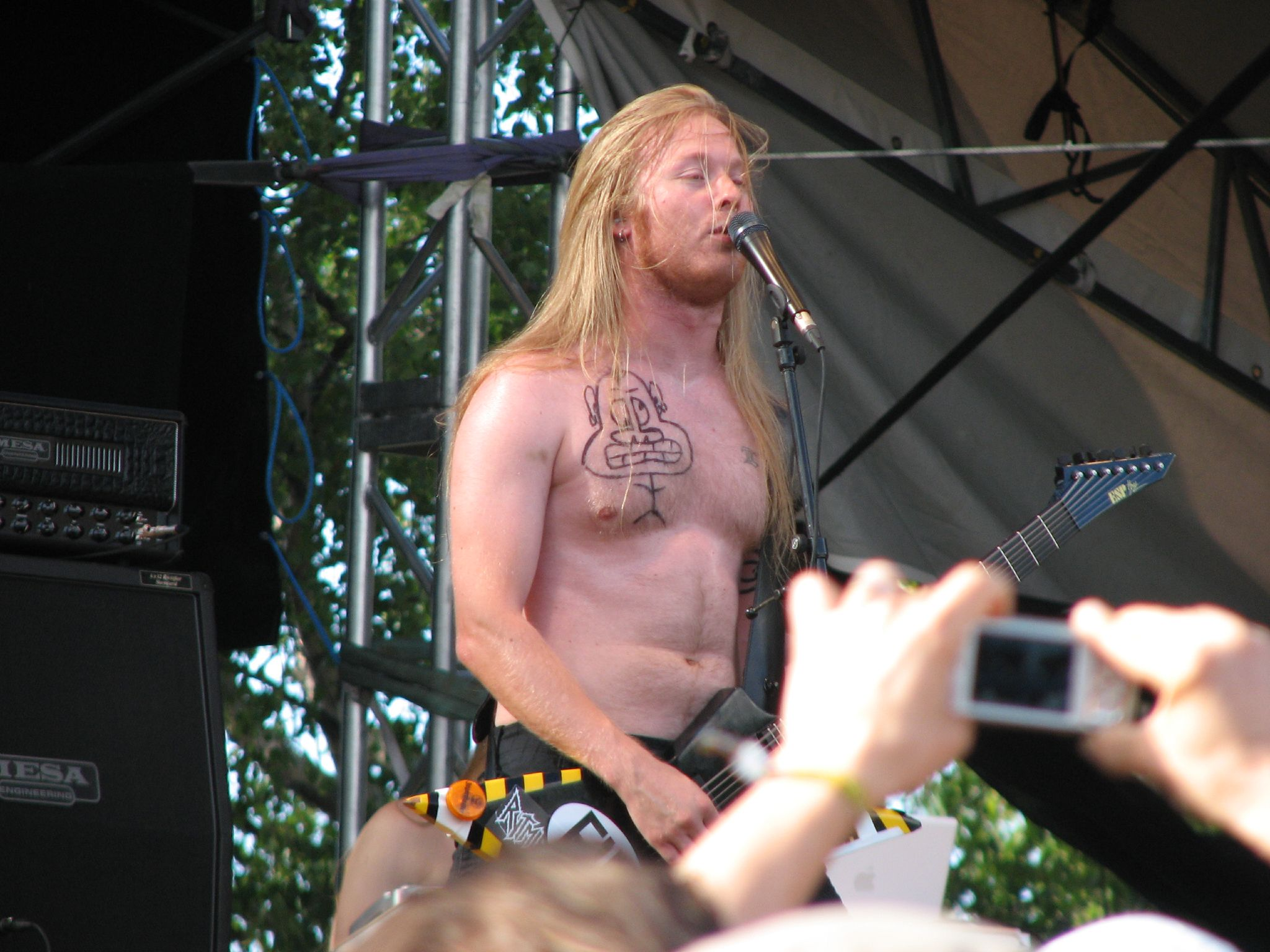
Veli Antti Hyyrynen (Qstock 2007)

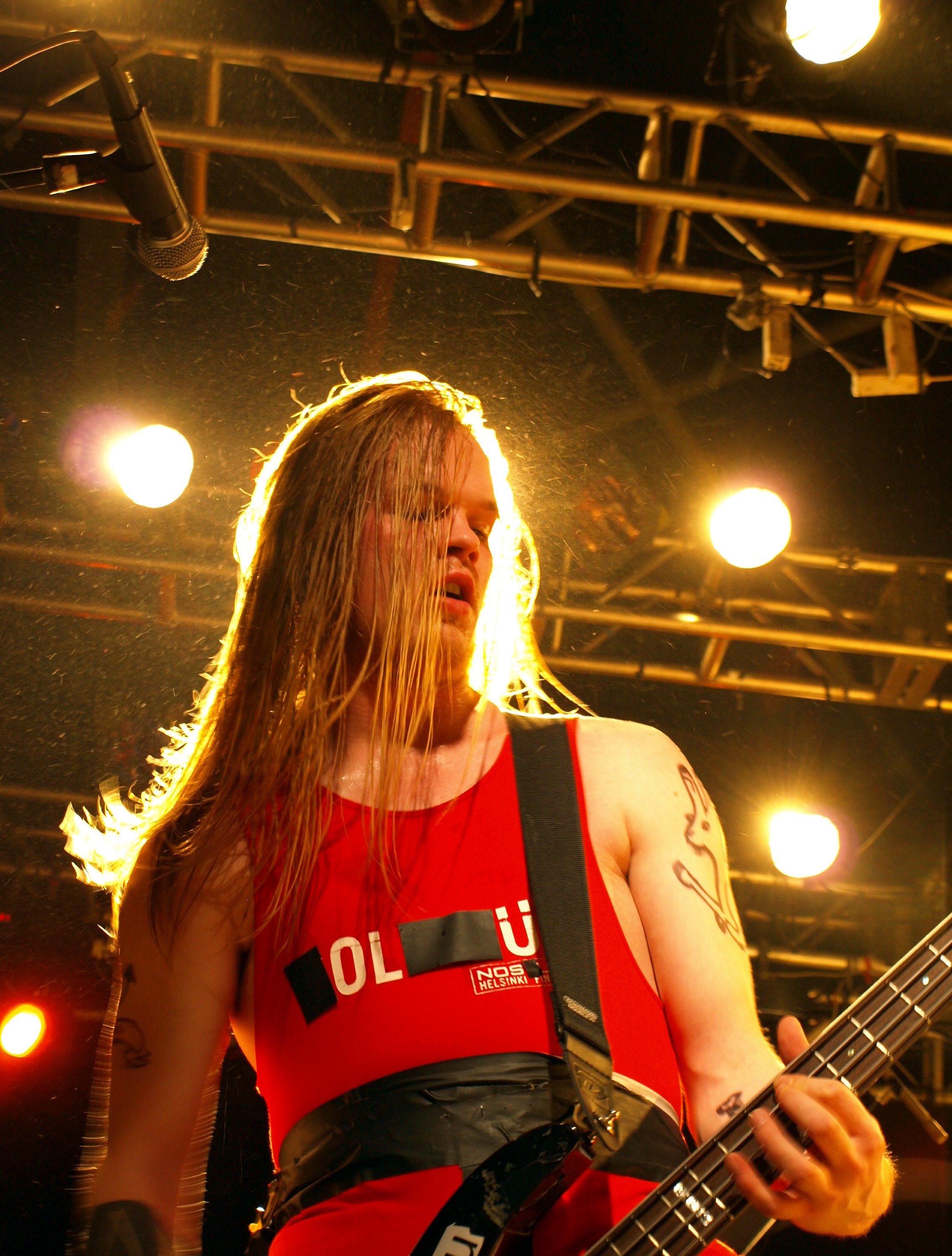
Kai-Pekka Kangasmäki (2008)

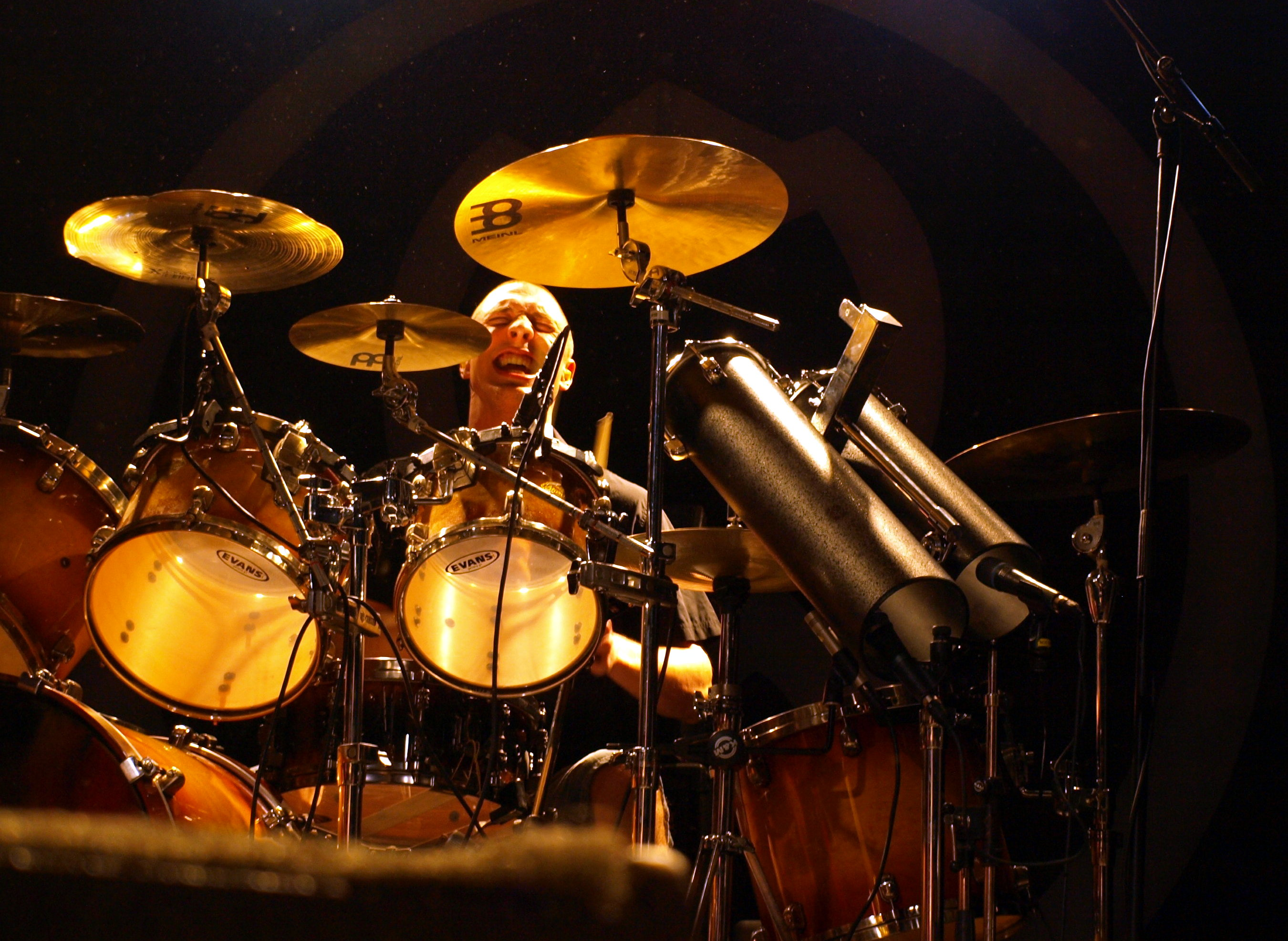
Teppo Velin (2008)

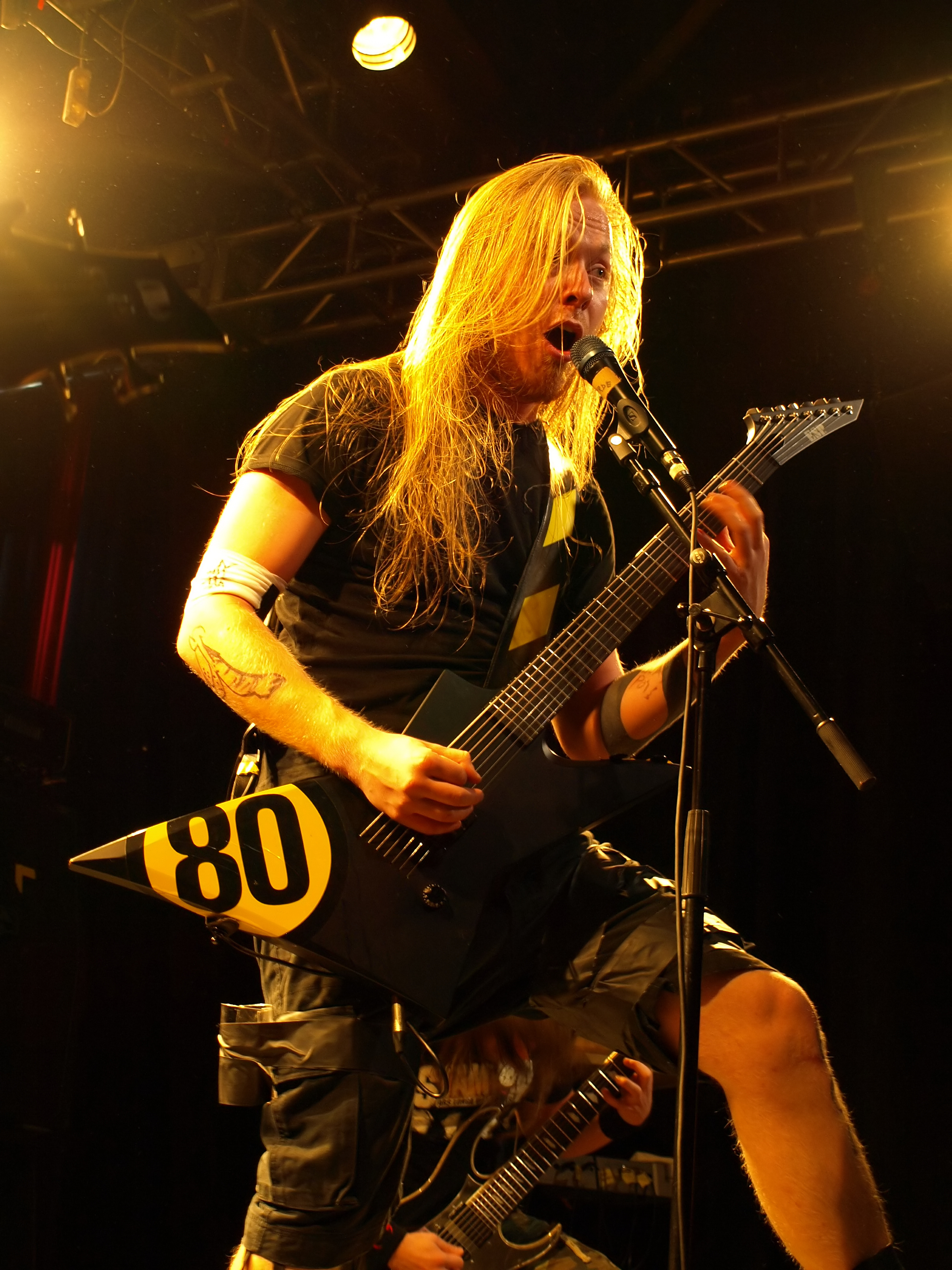
Veli Antti Hyyrynen (2008)

Gli Stam1na sono una heavy metal band finlandese, nativa di Lemi, nel distretto della Sud Carelia. Propongono un genere definibile come thrash metal, con alcune influenze progressive (non troppo marcate). I testi delle canzoni sono esclusivamente in finlandese.

## Origini
La band originariamente iniziò come un trio nel 1996, ma solo nel 2004 riuscì ad essere ingaggiata dalla Sakara Records, marchio fondato e guidato da un'altra band della Sud Carelia, i Mokoma.
Il terzetto fondatore vedeva Antti "Hyrde" Hyyrynen alla voce e chitarra ritmica, Pekka "Pexi" Olkkonen alla chitarra solista e Teppo "Kake" Velin alla batteria. Tutti sono ancora presenti nella formazione, completata nel novembre 2005 con l'ingresso del bassista Kai-Pekka "Kaikka" Kangasmäki, che partecipava già da un anno alle registrazioni della band.
Gli Stam1na scelsero di usare un "1" nel proprio nome in veci della "I" della parola "stamina" per distinguersi da quest'ultima e rendersi in tal modo più facilmente rintracciabili nel web.
L'album omonimo Stam1na, pubblicato il 2 marzo 2005 raggiunse il 13º posto nella classifica finlandese. Il secondo lavoro, Uudet kymmenen käskyä (I nuovi dieci comandamenti), venne pubblicato il 10 maggio 2006 e raggiunse il 3º posto nelle classifiche durante la prima settimana. L'ultimo singolo, Likainen Parketti, pubblicato il 27 settembre 2006, è balzato al 1º posto della classifica nella prima settimana.

## Formazione

### Formazione attuale
- Antti "Hyrde" Hyyrynen – voce, chitarra
- Pekka "Pexi" Olkkonen – chitarra
- Kai-Pekka "Kaikka" Kangasmäki – basso
- Teppo "Kake" Velin – batteria

## Discografia

### Album in studio
- 2005 - Stam1na
- 2006 - Uudet kymmenen käskyä
- 2008 - Raja
- 2010 - Viimeinen Atlantis
- 2012 - Nocebo
- 2014 - SLK
- 2016 - Elokuutio
- 2018 - Taival
- 2021 - Novus Ordo Mundi

### Singoli
- 2005 - Kadonneet kolme sanaa
- 2005 - Paha arkkitehti
- 2006 - Edessäni
- 2006 - Likainen parketti
- 2012 - Valtiaan uudet vaateet
- 2012 - Puolikas ihminen
- 2014 - Panzerfaust
- 2014 - Dynamo
- 2014 - Vapaa on sana
- 2016 - Kuudet raamit
- 2016 - Verisateenkaari
- 2018 - Elämänlanka
- 2018 - Enkelinmurskain
- 2018 - Gaian lapsi

### Demo
- 1997 - Brainrape
- 1998 - Moulted Image
- 1999 - Passion Sessions
- 2001 - Vihaa
- 2002 - Promo 2002
- 2004 - Arkkitehti
- 2004 - Liha

### EP
- 2003 - Väkivaltakunta

## Videografia
- Erilaisen Rakkauden Todistaja (2003)
- Kadonneet Kolme Sanaa (2005)
- Edessäni (2006)
- Likainen Parketti (2006)
- Lääke (2008)
- Muistipalapelit (2008)
- Pakkolasku (2010)
- Rikkipää (2010)
- Yhdeksän tien päät (2010)
- Valtiaan uudet vaateet (2012)
- Puolikas ihminen (2012)
- Panzerfaust (2014)
- Kuoliaaksi ruoskitut hevoset (2014)
- Vapaa on sana (2014)
- Kuudet raamit (2016)
- Elokuutio (2016)
- Enkelinmurskain (2018)
- Kannoin sinut läpi hiljaisen huoneen (2020)